# Kámen u Habrů

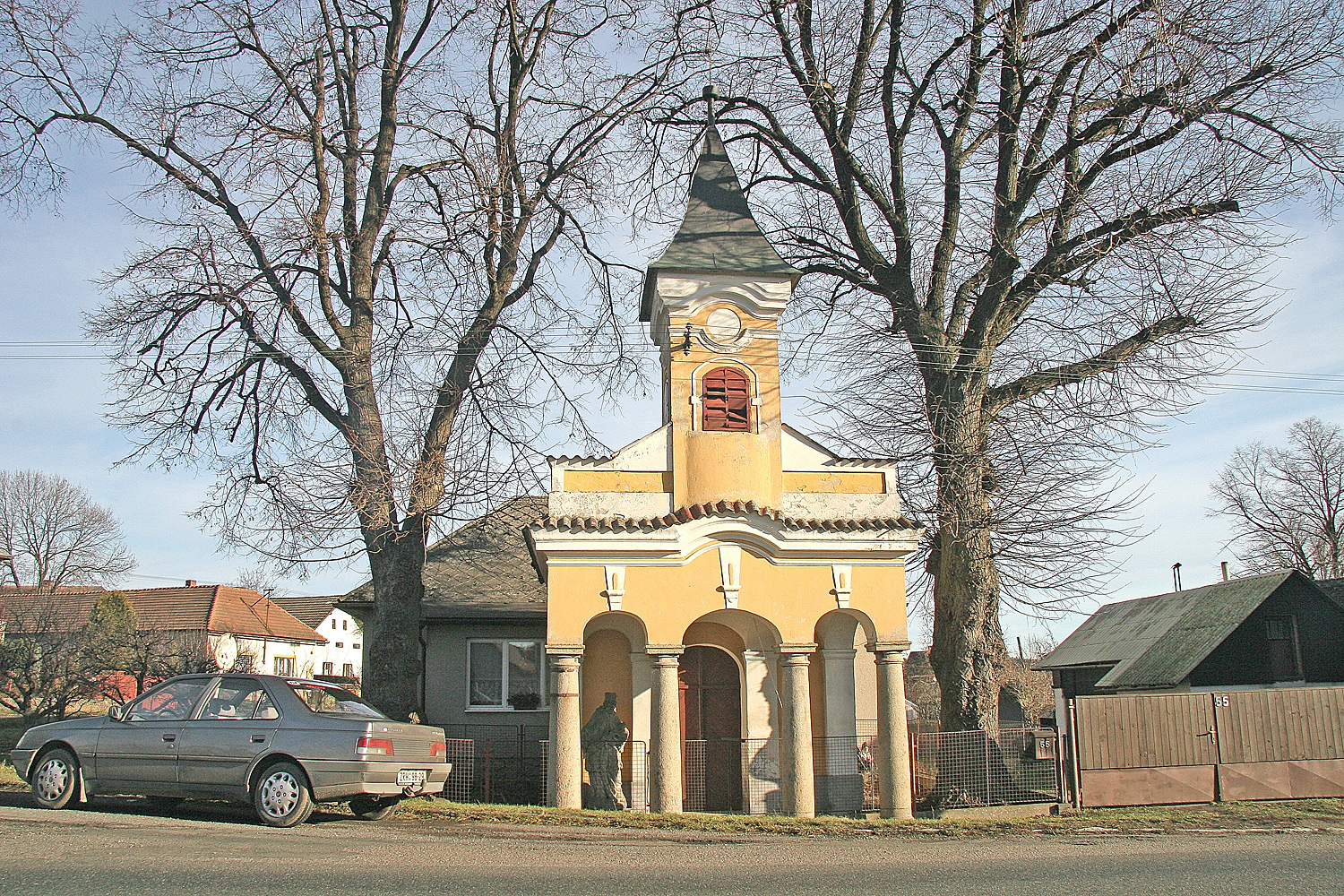
Kapelle des hl. Johannes von Nepomuk

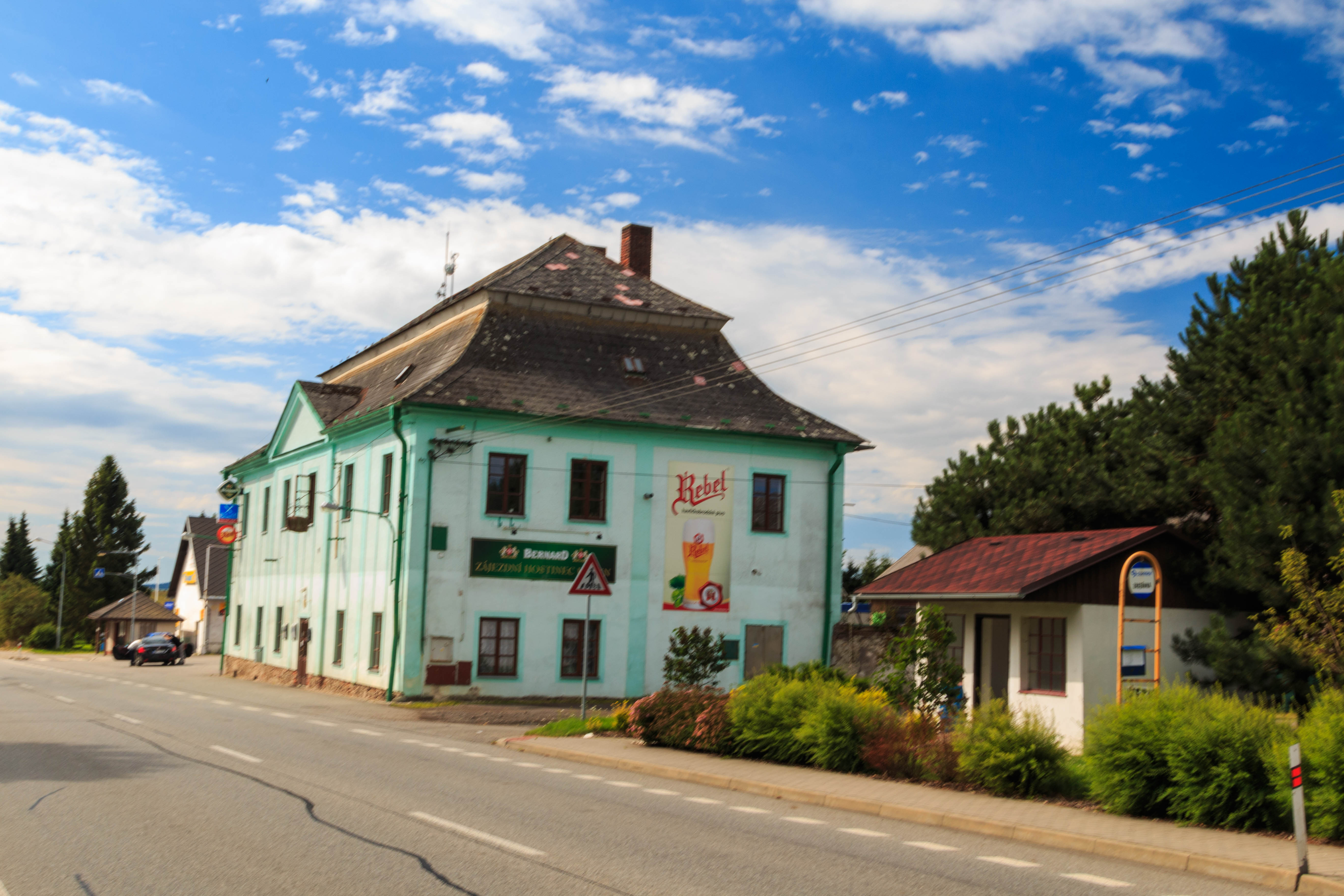
Gasthaus

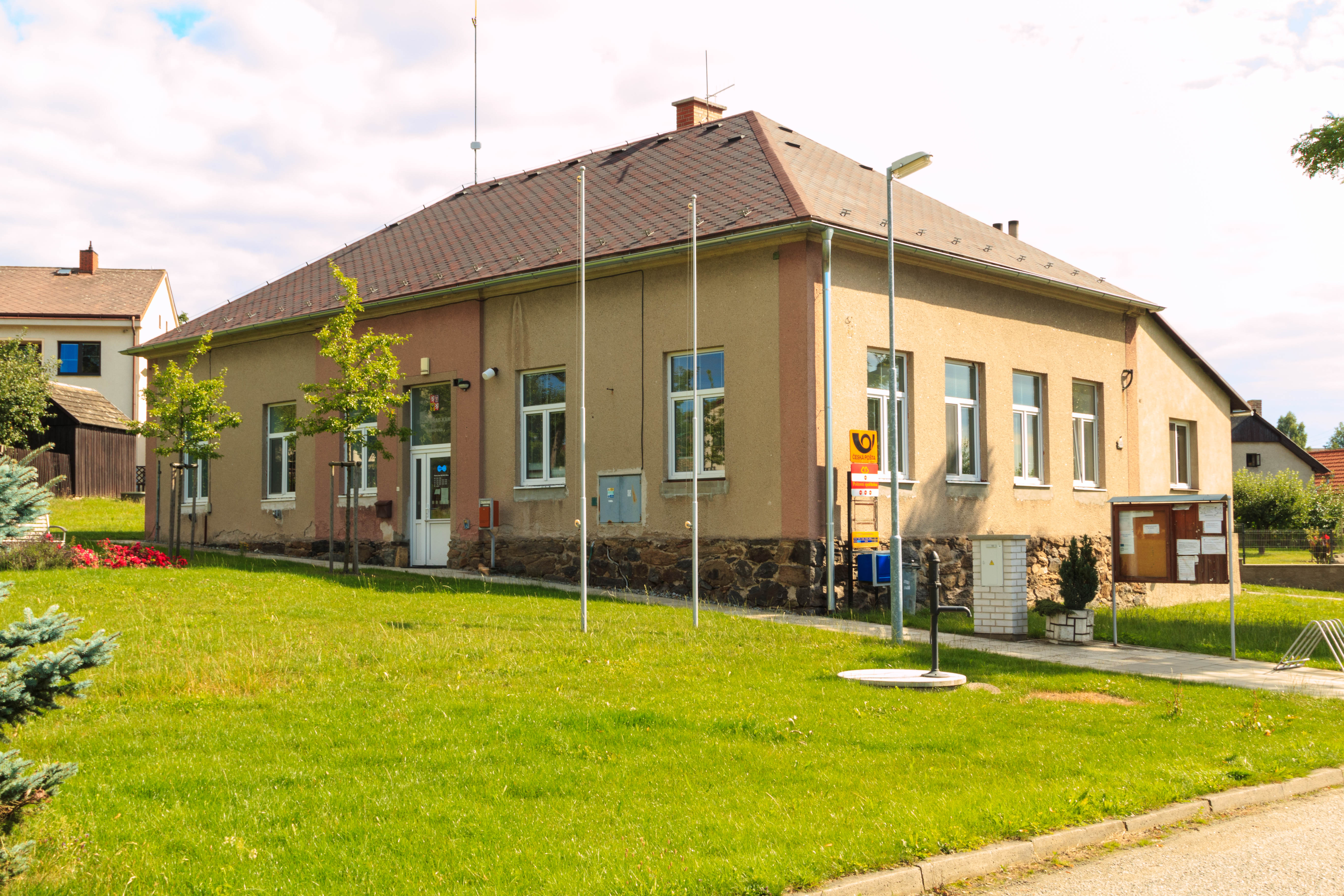
Post

Kámen (deutsch Steinsdorf) ist eine Gemeinde in Tschechien. Sie liegt sechs Kilometer südöstlich von Habry und gehört zum Okres Havlíčkův Brod.

## Geographie
Kámen befindet sich rechtsseitig eines kleinen Zuflusses zum Lučický potok in der Hornosázavská pahorkatina (Hügelland an der oberen Sázava). Im Osten erhebt sich der Vizáb (599 m n.m.), westlich der U kapličky (581 m n.m.). Durch Kámen führt die Staatsstraße I/38 zwischen Habry und Havlíčkův Brod, von der im Ort die II/346 nach Chotěboř abzweigt.
Nachbarorte sind Proseč, Miřátky und Jiříkov im Norden, Vepříkov, Květinov, Nejepín und Zálesí im Nordosten, Sedletínský Dvůr, Jilem und Veselá im Osten, Čachotín, Lysá, Zálesí, Údolí, Horní Krupá und Olešná im Südosten, Skuhrov, Boudův Mlýn, Skuhrovský Mlýn, Kopaniny, Lučice und Janovec im Süden, Komárov und Tis im Südwesten, Zboží im Westen sowie Kněž, Bačkov, Nový Dvůr und Habry im Nordwesten.

## Geschichte
Kámen wurde 1591 unter den Gütern der Herrschaft Lipnice erstmals erwähnt. Besitzer waren zu dieser Zeit die Herren Trčka von Lípa. Mit der Verlegung des Herrschaftssitzes nach Světlá wurde Kámen Teil der Herrschaft Světlá. Nach der Ermordung von Adam Erdmann Trčka von Lípa konfiszierte Kaiser Ferdinand II. am 29. März 1634 dessen Güter und die seines Vaters Jan Rudolf Trčka von Lípa; das Konfiskationspatent wurde im Mai 1636 durch den  Reichshofrat in Wien bestätigt.
Ferdinand II. ließ die Herrschaft Světlá in landtäflige Güter zerstückeln und verkaufte sie Günstlingen. Kámen wurde der Herrschaft Habern zugeordnet, die 1636 der kaiserliche General Johann Reinhard von Walmerode auf Nymburk erwarb. Dieser zeigte wenig Interesse an dem neuen Besitz, fand dafür aber keinen Käufer. Die Niedere Gerichtsbarkeit über Kámen übte der Rychtář von Tis aus. Im Jahre 1666 kaufte Johanna Eusebia Barbara Zdiarsky von Zdiar die Herrschaft Habry von den minderjährigen Walmerodschen Erben. Die angeheiratete Reichsgräfin Caretto di Millesimo verkaufte Habry 1681 an Johann Sebastian von Pötting und Persing auf Žáky. Im Jahre 1789 wurde in Kámen eine Poststation eingerichtet; das Privileg für die Fahr- und Briefpost erhielten die Freiherren Voith von Sterbez. 1808 verkaufte Adolph von Pötting und Persing die Herrschaft Habern mit den angeschlossenen Gütern Tieß und Zboží an Johann von Badenthal, von dem sie 1814 sein Sohn Joseph erbte. Nach der Herstellung der neuen Wiener Poststraße wurde 1824 an der Straße ein neues Postgebäude errichtet.
Im Jahre 1840 bestand das im Caslauer Kreis an der Wiener Straße gelegene Dorf Steinsdorf bzw. Kamen aus 49 Häusern, in denen 339 Personen, darunter eine jüdische Familie lebten. Im Ort gab es eine den Erben von Theresia Voith von Sterbez gehörige Fahr- und Briefpost, eine Privatkapelle und ein Wirtshaus. Pfarrort war Habern. Bis zur Mitte des 19. Jahrhunderts blieb Steinsdorf der Herrschaft Habern untertänig.
Nach der Aufhebung der Patrimonialherrschaften bildete Kámen ab 1849 eine Gemeinde im Gerichtsbezirk Habern. Ab 1868 gehörte der Ort zum Bezirk Časlau. Franz von Puthon, der 1862 die Grundherrschaft Habern mit Tieß und Zboží erworben hatte, verkaufte sie 1869 an Franz Altgraf von Salm-Reifferscheidt-Hainspach auf Světlá.
1869 hatte Kámen 329 Einwohner und bestand aus 52 Häusern. Nach dem Tode des Franz von Salm-Reifferscheidt fiel die Grundherrschaft 1887 seiner Schwester Johanna verw. von Thun und Hohenstein auf Klösterle und Žehušice zu, 1892 erbte ihr Sohn Joseph Oswald von Thun-Hohenstein-Salm-Reifferscheidt den Großgrundbesitz. Im Jahre 1900 lebten in Kámen 325 Menschen, 1910 waren es 309. 1930 hatte Kámen 316 Einwohner und bestand aus 52 Häusern. 1949 wurde die Gemeinde dem Okres Chotěboř zugeordnet, seit der Gebietsreform von 1960 gehört sie zum Okres Havlíčkův Brod. Im Jahre 1964 erfolgte die Eingemeindung von Jiříkov und Proseč. Beim Zensus von 2001 lebten in den 127 Häusern der Gemeinde 387 Personen, davon 74 in Jiříkov (32 Häuser), 276 in Kámen (73 Häuser) und 37 in Proseč (22 Häuser). Seit 2015 führt die Gemeinde ein Wappen und Banner.

## Gemeindegliederung
Die Gemeinde Kámen besteht aus den Ortsteilen Jiříkov (Jirzikow), Kámen (Steinsdorf) und Proseč (Prosetsch). Zu Kámen gehören zudem die Wohnplätze Jedlina, Jiříkovský Mlýn und Na Pekle.
Das Gemeindegebiet gliedert sich in die Katastralbezirke Jiříkov u Kamene, Kámen u Habrů und Proseč u Kamene.

## Sehenswürdigkeiten
- Kapelle des hl. Johannes von Nepomuk, gestiftet 1824 von Vincenz Voith von Sterbez

## Söhne und Töchter der Gemeinde
- Ferdinand Voith von Sterbez (1812–1882), Staatsbeamter und Politiker, Mitglied des Böhmisches Landtages